# Koninklijke Nederlandse Hockey Bond
Der Koninklijke Nederlandse Hockey Bond (KNHB) ist der niederländische Verband für Hockey und wurde 1898 gegründet.

## Bedeutung
Der KNHB hatte im Jahr 2006 184.923 Mitglieder, was einem Anteil von 11,3 ‰ der Bevölkerung in den Niederlanden entspricht (Deutschland 0,83 ‰). Seit 2001 konnten die Mitgliedszahlen um ca. 35 % gesteigert werden. Der Sitz befindet sich in Nieuwegein bei Utrecht. Seit 2006 steht der ehemalige Nationalspieler Jan Albers dem Verband vor.
Der KNHB organisiert den Spielbetrieb im Feld- und Hallenhockey, wobei Hallenhockey im Gegensatz zu Deutschland nur eine untergeordnete Rolle spielt. Auch unterscheidet sich der Spielbetrieb darin, dass im regulären Ligensystem nur 1. Mannschaften spielen und weitere Mannschaften in separaten Wettbewerben antreten. Der KNHB war Ausrichter der Hockeyweltmeisterschaften 1973 bei den Herren in Amstelveen, 1976 bei den Damen ebenfalls in Amstelveen, sowie 1998 bei der Doppelveranstaltung in Utrecht.
Ligensystem Herren
- Hauptklasse („Hoofdklasse“): 1 Staffel mit 12 Vereinen (12)
- Übergangsklasse („Overgangsklasse“): 2 Staffeln a 12 Vereine (24)
- 1. Klasse: 4 Staffeln a 12 Vereine (48)
- 2. Klasse: 4 Staffeln a 12 Vereine (48)
- 3. Klasse: 6 Staffeln mit 10–12 Vereinen (65)
- 4. Klasse: 7 Staffeln mit 8–11 Vereinen (64)